# Florian Schulz (Boxer)
Florian Schulz (* 21. Januar 1994 in Greifswald) ist ein ehemaliger deutscher Boxer.

## Karriere
Florian Schulz erlernte das Boxen bei den Vereinen "FIT UND FUN" Groß Kiesow e.V. und dem Box- und Freizeitclub e.V. Greifswald. Später wechselte er an den Bundesstützpunkt Schwerin. Bei einer Körpergröße von rund 1,97 m kämpfte er im Superschwergewicht (+91 kg).
Er wurde 2009 und 2010 deutscher Juniorenmeister und startete bei den Junioren-Europameisterschaften 2010 in der Ukraine, wo er Platz 7 erreichte. 2011 wurde er deutscher Jugendmeister und nahm an den Jugend-Europameisterschaften 2011 in Irland teil, wo er Platz 5 belegte. Er war dabei im Viertelfinale gegen Gassan Gimbatow ausgeschieden. 
2012 wiederholte er den Gewinn der deutschen Jugendmeisterschaft und gewann auch eine Bronzemedaille bei den Jugend-Weltmeisterschaften 2012 in Armenien. 2013 und 2014 wurde er jeweils Deutscher Meister (Klasse: U21), gewann Bronze beim Feliks Stamm Tournament 2013 und Silber beim Chemiepokal 2014. Dabei gelang ihm auch ein Sieg gegen den späteren Olympiasieger Tony Yoka.
Seinen größten Erfolg erzielte er dann bei den Europameisterschaften 2015 im bulgarischen Samokow, als er den Belgier Ruben Nazaryan, den Türken Ali Demirezen und den Bulgaren Petar Belberow besiegen konnte und dadurch ins Finale einzog, wo er gegen den Kroaten Filip Hrgović unterlag und Vize-Europameister wurde. Mit diesem Erfolg war er für die Weltmeisterschaften 2015 in Doha qualifiziert und erreichte mit einem Sieg gegen den Mexikaner Edgar Ramírez das Viertelfinale, wo er gegen den Kasachen Iwan Dytschko ausschied.
Darüber hinaus war er Kapitän des Bundesligisten Boxteam Hanse Wismar und boxte für die polnische Mannschaft Rafako Hussars in der World Series of Boxing (WSB).
An den Olympischen Spielen 2016 konnte Schulz nicht teilnehmen, da sich in seiner Gewichtsklasse bereits Erik Pfeifer qualifiziert hatte. Schulz gab noch im Jahr 2016 das Ende seiner Karriere bekannt. 